# NGC 892
NGC 892 је спирална галаксија у сазвежђу Кит која се налази на NGC листи објеката дубоког неба.
Деклинација објекта је - 23° 6' 49" а ректасцензија 2h 20m 52,0s. Привидна величина (магнитуда) објекта NGC 892 износи 14,9 а фотографска магнитуда 15,7. NGC 892 је још познат и под ознакама ESO 478-26, PGC 8926.